# لینوود (نیوجرسی)
لینوود (به انگلیسی: Linwood) شهری در ایالت نیوجرسی کشور ایالات متحده آمریکا است که جمعیت آن در سرشماری سال ۲۰۱۰ میلادی، ۷٬۰۹۲ نفر بوده‌است.